# Ricardo León
Ricardo Francisco León i Román (Barcelona, 15 d'octubre de 1877 - Galapagar, 6 de desembre de 1942) va ser un novel·lista i poeta espanyol. Són importants les seves novel·les El amor de los amores, escrita el 1907, guanyadora del Premi Fastenrath de la Reial Acadèmia Espanyola; Casta de hidalgos, de 1908; Alcalá de los Zegríes de 1909; La escuela de los sofistas, de 1910; Humos de rey, de 1923; i Cristo en los infiernos, de 1941. També destaquen les seves cròniques Europa trágica, a més de dos llibres de poesia lírica: Lira de bronce, de 1901 i Alivio de caminantes, de 1911. Va ser escollit membre de la Reial Acadèmia de la Llengua el 1912 i en va entrar a formar el 1915, ocupant la butaca B.

## Biografia
Nascut barceloní el 15 d'octubre de 1877, va afirmar sempre que va néixer a la ciutat de Màlaga, a causa que aquí va passar gran part de la seva infància i joventut. Era fill de l'extremeny Francisco León i Jaramago, i de la madrilenya Carolina Román i Guraya. Influït pel seu pare, es va aficionar a la carrera de les armes, ingressant en l'exèrcit, el qual va haver d'abandonar per problemes de salut.
Va començar a escriure en 1893 simples versos, alguns publicats en el periòdic Unión Mercantil de Málaga. En aquest mateix periòdic va publicar, el 1905, el poema titulat Los combates de la vida. Va col·laborar amb diversos periòdics i revistes andalusos, sent redactor de la Unión Conservadora des de 1897 i director en 1899. També va fundar amb altres escriptors La Información. Al maig de 1901 va publicar el seu primer llibre a Màlaga, titulat La lira de bronce, col·lecció dels versos escrits quan era adolescent. Poc després, a l'octubre del mateix any, va entrar a treballar en el Banc d'Espanya i va ser traslladat a Santander.
El viatge a Santander va ser important per a la seva formació literària, ja que va conèixer i va entaular amistat amb diferents escriptors que van forjar la seva educació en el que a literatura es refereix. La localitat de Santillana del Mar el va marcar, i per això va començar a pensar en la novel·la Casta de hidalgos (el primer que porta el títol de 'El alma de las ruinas), en la qual descriu fidelment la població de Santillana del Mar i l'estat social en el qual es trobava la població, que serveix de marc per a la novel·la.
En la segona meitat de la dècada de 1900 es va dedicar completament a la literatura, exceptuant el temps necessari per al seu ofici. En aquest temps va escriure Comedia sentimental i Alcalá de los Zegries, tots dos publicats a Màlaga el 1909, a més de la majoria dels diàlegs de La escuela de los Sofistas, que es va publicar a Madrid el 1910. També va publicar una gran quantitat de versos, articles de col·laboració, estudis literaris, assajos de crítica, cròniques de teatre i revistes de societat. La seva obra és considerada de caràcter patrioter i de religiositat exaltada.
Va ser traslladat a Madrid i fou destinat a l'assessoria del banc. El 1910 va publicar El amor de los amores, que va ser premiada el 1911 amb el premi Fastenrath per la Reial Acadèmia Espanyola. En aquest mateix any també va escriure Alivio de caminantes i, el 1912, Los centauros.
Ricardo León va ser escollit acadèmic de nombre per la Reial Acadèmia Espanyola per unanimitat al maig de 1912. Va entrar a formar part d'ella el 1915 ocupant la butaca B, i, en la seva recepció, dissertà sobre la llengua clàssica i l'esperit modern.

## Obres
- Casta de hidalgos (1908)[1]
- Comedia sentimental (1909)
- Alcalá de los Zegríes (1909)[1]
- La escuela de los sofistas (1910)
- El amor de los amores (1911)
- Los centauros (1912)
- Los caballeros de la Cruz (1915)
- Europa trágica (1917-1919)
- Las siete vidas de Tomás Portolés (1920)
- La voz de sangre (1921)
- El hombre nuevo (1925)
- Varón de deseos (1929)
- Bajo el yugo de los bárbaros (1932)
- Cristo de los infiernos (1940)
- Las niñas de mis ojos (1941)